# Pasi Lhok
Pasi Lhok is een bestuurslaag in het regentschap Pidie van de provincie Atjeh, Indonesië. Pasi Lhok telt 1344 inwoners (volkstelling 2010).